# بيكتيون
البيكتيون (بالإنجليزية: Picts)‏، كانوا مجموعة من الناس من أواخر العصر الحديدي إلى العصور الوسطى المبكرة الذين يعيشون في ما يعرف الآن بشرق وشمال اسكتلندا.